# Ferrocarril Urbano de La Serena
El Ferrocarril Urbano de La Serena fue un sistema de tranvías a tracción animal existente en la ciudad homónima entre 1887 y 1922.

## Historia
Fue construido a partir de 1887 —luego de haber sido aprobada la autorización por el Congreso Nacional en diciembre de ese año— por la empresa denominada Ferrocarril Urbano de La Serena, la cual fue constituida el 30 de noviembre de 1886 y cuyos estatutos fueron aprobados el 21 de enero de 1887, siendo declarada oficialmente instalada mediante decreto del 3 de marzo. Las obras corrieron a cargo de Holger Birkedal y tuvieron un total de 3,7 km de extensión, y posteriormente la empresa fue municipalizada y renombrada como Compañía de Carros Urbanos. Las diversas ediciones de la Sinopsis estadística y jeográfica de la República de Chile registran la existencia del tranvía, aunque en algunos años no presentan información detallada. Hacia 1909 el sistema contaba con 2 carros de tracción animal, mientras que en 1916 dicho número había aumentado a 4 carros y 18 caballos.

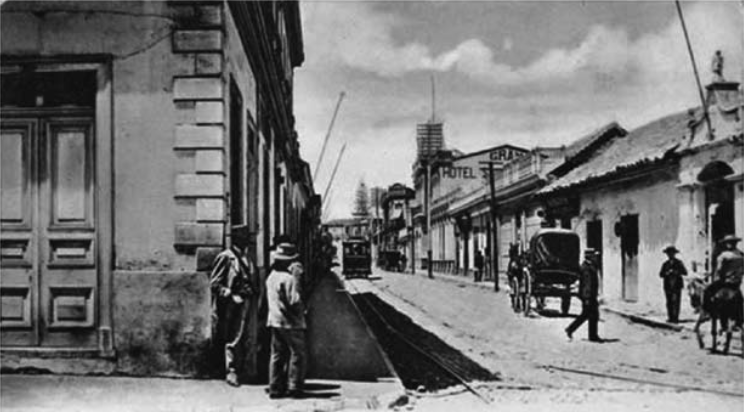
Vista de calle Cordovez desde la esquina con Balmaceda (c. 1910). Al fondo se observa un carro del Ferrocarril Urbano de La Serena.

El trazado del tranvía hacia 1895 se iniciaba en los chalets y la playa ubicada en la cabecera de la Alameda (actualmente avenida Francisco de Aguirre) —en esta misma calle se encontraban las bodegas y oficinas del ferrocarril urbano— para luego subir por dicha avenida hasta la calle de la Merced (actual avenida José Manuel Balmaceda), para luego seguir por la calle de la Catedral (actual Cordovez) hasta Cienfuegos, subiendo por la calle del Teatro (actual Brasil) y virando en Infante hasta alcanzar la calle Colón, por la cual bajaba hasta la calle de la Merced, retornando por dicha calle hasta la Alameda.
La construcción del tranvía (denominado también «carros urbanos») dio un nuevo impulso y generó un mayor tráfico de pasajeros en la avenida Francisco de Aguirre, que se convertiría en uno de los principales ejes viales de la ciudad. Si bien el último registro en publicaciones oficiales sobre el tranvía ocurre en 1918, en años siguientes los servicios continuaron funcionando con modificaciones en el trazado o sus frecuencias, como en el caso del servicio que circulaba por la Alameda hasta los chalets de la playa, reinaugurado el 27 de febrero de 1921. Diversas fuentes mencionan que el tranvía existió hasta el terremoto de 1922.

## Pasajeros movilizados
| Año  | Pasajeros |
| ---- | --------- |
| 1902 | 182 000   |
| 1916 | 10 950    |
| 1917 | 40 000    |